# Pedungan
Pedungan is een bestuurslaag in het regentschap Denpasar van de provincie Bali, Indonesië. Pedungan telt 31.311 inwoners (volkstelling 2010).